# Marc Abaya
Ramón Marcelino "Marc" Díaz Abaya (6 de noviembre de 1979) es un cantante y guitarrista de la escena musical del rock filipino. Es hijo de Manolo y Abaya (Marilou Díaz-Abaya), dos personajes muy importantes en el cine de Filipinas.

## Con Sandwich
Abaya fue descubierto por Raimund Marasigan, miembro de la banda Eraserheads, durante una batalla de otras bandas en la que ganó el primer lugar. Marasigan, fue uno de los magistrados de la noche, Abaya uno de los invitados para actuar como líder de la banda Sandwich en 1998. Sandwich ha publicado tres álbumes de éxito, como mango, stand, Lanza; 4-mente pista; Gracias a la fuerza gravitatoria Luna. 

## Con Kjwan
Mientras que Sandwich se formó como una banda de amigos más cercanos que el nombre Kjwan, en mayo de 2003, con el éxito de Kjwan lanzó su autotitulado álbum en 2004. Dejó Sandwich en algún momento en dicho año, no solo de ser un miembro por mucho tiempo completo de Kjwan, sino también porque no podía hacer malabares con dos bandas y de ser un VJ de MTV Filipinas al mismo tiempo. Sandwich permanece en la corriente principal, en el lanzamiento de su cuarto álbum de "cinco en el suelo" y su quinto, "S marca el lugar". Mong Alcaraz de la banda Chicosci, en el sumaron a Sandwich como uno de los mejores guitarristas.

## Su carrera en MTV
Se incorporó a MTV de Filipinas en 2003 y se convirtió en uno de los VJs hasta la disolución de dicho programa en virtud del contrato que finalizó el 1 de enero de 2007. No se lo ha vuelto  re-contratar por todos las cadenas de televisión para un programa de formato juvenil, como la compañía que opera el nuevo MTV de Filipinas. Marc ha acogido a una gran variedad de espectáculos, sobre todo "Rockola en MTV" y "masiva". En MTV su carrera también se ha extendido más por su reconocimiento como un anfitrión.

## TV Shows
En la actualidad, Marc Abaya desempeña un personaje que interpreta a Francisco, sobre el amor de Roxanne Guinoo. A quien tiene interés y que es emitido por una serie de ficción en la cadena televisiva ABS-CBN, titulada "Ligaw na Bulaklak". 
- Datos: Q9028485
- Multimedia: Marc Abaya / Q9028485